# 大島広行
大島 広行（おおしま ひろゆき、1944年（昭和19年）11月7日 - ）は日本の化学者、薬学者。理学博士。東京理科大学名誉教授。日本油化学会フェロー。理学博士。東京都文京区在籍。事故物件の情報提供ウェブサイト「大島てる」代表の大島学は長男。

## 経歴
静岡県出身。大島亀吉・テルの長男として生まれる。1968年（昭和43年）東京大学理学部物理学科卒業。1974年（昭和49年）同大学院理学系研究科博士課程を修了し学位を修得。
同年4月から1976年（昭和51年）3月まで日本学術振興会奨励研究員、1981年（昭和56年）4月から1983年（昭和58年）8月までメルボルン大学博士研究員、1983年（昭和58年）9月から1984年（昭和59年）4月までニューヨーク州立大学バッファロー校博士研究員、1984年（昭和59年）4月から1985年（昭和60年）3月までユタ大学博士研究員、1985年（昭和60年）4月東京理科大学薬学部に勤務。
1992年（平成4年）4月から1994年（平成6年）3月まで東京理科大学特別研究推進教員、1994年（平成6年）4月同薬学部教授に就任。 2012年（平成24年）教授を定年退職し、2013年（平成25年）名誉教授。2024年（令和6年）現在、総合研究院客員教授。

## 人物
趣味は散歩。

## 家族
- 父・亀吉
静岡県出身[2]。
- 母・テル
北海道出身[2]。事故物件の情報提供ウェブサイト「大島てる」の社名および代表者（本名：大島 学〈おおしま まなぶ〉）の個人名にもなっている。
- 長男・学（大島てる）（1978年（昭和53年）3月16日生） 
東京大学経済学部卒、コロンビア大学大学院中退[3]。大島てる代表者。
- 次男・望（1979年（昭和54年）7月28日生） 
成蹊大学文学部卒[2]。アイフル勤務[2]。

## 受賞
- 2016年（平成28年）3月 - フワーリズミー国際賞
- 2017年（平成29年）6月 - アジアの科学者100人
- 2022年（令和4年）4月 - 日本油化学会 フェロー推戴